# Рамеш Чандра Маџумдар
Рамеш Чандра Маџумдар (енгл. Ramesh Chandra Majumdar, 1888-1980), индијски историчар и професор универзитета. Објавио је већи број радова о историји Индије.

## Живот и рад
Р. Ч. Маџумдар започео је своју академску каријеру као професор историје и културе древне Индије на Универзитету у Нагпуру (1914). Током радног века био је професор историје (од 1921) и проректор Универзитета у Даки (1937-1942) и декан Факултета за индологију универзитета у Бенаресу (од 1950). Био је члан Азијског друштва у Калкути и почасни члан Азијског друштва у Бомбају, као и потпредседник Међународне комисије за историју научног и културног развоја човечанства коју је основао УНЕСКО (1950-1969).

## Дела
Објавио је већи број радова о историји Индије од најстаријих времена до Устанка 1857. године. Књигу Побуна Сепоја и устанак 1857. посветио је супрузи, Пријабали.
- Рана историја Бенгала (1924)
- Преглед историје и цивилизације древне Индије (1927)
- Арапска инвазија Индије (1931)
- Историја Бенгала (1943)
- Стара Индија (1952)
- Побуна сепоја и устанак 1857. (1957)
- Напредна историја Индије (други део)(1960)
- Класични писци о Индији (1960)
- Насионалистички историчари (1961)
- Историографија у модерној Индији (1967)